# Neu Ebersdorf
Neu Ebersdorf ist ein Ortsteil der Gemeinde Ebersdorf im niedersächsischen Landkreis Rotenburg (Wümme). Das Dorf wurde erst nach dem Ersten Weltkrieg auf einem Stück Moor- und Heideland, das neu kultiviert worden war, gegründet. Das Dorf hatte am 19. Januar 2022 140 Einwohner.

## Geographie und Verkehrsanbindung

### Geographische Lage
Neu Ebersdorf liegt nahe der Quelle der Mehe. Südlich schließt sich der Staatsforst Hinzel an.

### Nachbarorte
Nachbarorte sind Dornsode und Alfstedt im Nordosten, Ebersdorf im Osten, Oerel im Südosten, Hipstedt im Süden, Heinschenwalde mit Drittgeest im Westen und Altenstühlen, Altenkamp, Kleinenhain sowie Großenhain im Nordwesten.

### Verkehr
Durch Neu Ebersdorf führt die Kreisstraße 124, die im Südwesten in die Kreisstraße 116 und im Nordosten in die Landesstraße 119 mündet.
Der nächste Bahnhof liegt 5 km südlich in Heinschenwalde an der Bahnstrecke Bremerhaven-Wulsdorf–Buchholz.

## Geschichte
Die Gemeinde Neu Ebersdorf wurde 1924 gegründet und gehörte zum Kreis Bremervörde, der sich 1932 nach der Fusion mit dem Kreis Zeven in Landkreis Bremervörde umbenannte. Dieser ging 1977 im jetzigen Landkreis Rotenburg (Wümme) auf.
Von 1966 bis 1972 war Neu Ebersdorf Mitgliedsgemeinde der Samtgemeinde Ebersdorf. Im Zuge der Gebietsreform wurde die Samtgemeinde aufgelöst und Neu Ebersdorf zum 1. März 1974 nach Ebersdorf eingemeindet.

### Religion
Neu Ebersdorf ist evangelisch-lutherisch geprägt und gehört zum Kirchspiel der Bethlehem-Kirche in Hipstedt-Löh. Vor 1961 gehörte das Dorf noch zum Kirchspiel der Gangolf-Kirche in Oerel.
Für die (wenigen) Katholiken ist die St.-Michaelskirche in Bremervörde zuständig, die seit dem 1. September 2010 zur Kirchengemeinde Heilig Geist in Stade gehört.

## Kultur

### Vereine
- Freiwillige Feuerwehr

### Sehenswürdigkeiten
Während des Ersten Weltkriegs existierte nahe dem Hof Bokelah bei Heinschenwalde ein Kriegsgefangenenlager für ca. 1000 russische Kriegsgefangene. Sie wurden hauptsächlich zur Moorkultivierung, zu Forstarbeiten und zum Deichbau eingesetzt. Südwestlich von Neu Ebersdorf liegt heute ein Kriegsgefangenenfriedhof für 32 russische Kriegsgefangene im Ersten Weltkrieg und einen polnischen Zwangsarbeiter, der 1944 verstarb.

## Sonstiges
Am 30. Oktober 2004 traf der Sexualverbrecher und Mörder Marc Hoffmann während einer seiner ziellosen Rundfahrten auf den achtjährigen Felix W. aus Neu Ebersdorf, der mit seinem Fahrrad unterwegs war. Hoffmann lockte den Jungen in sein Auto und fuhr in einen Wald. Nachdem er das Einsetzen der Dunkelheit abgewartet hatte, verging sich Hoffmann an dem Kind. Daraufhin erwürgte er den Jungen mit bloßen Händen und warf die Leiche in den Fluss Geeste bei Bremerhaven.